# 280 p.n.e.
| [ Edytuj tabelę ] |                                                                        |
| Król Bitynii      | - 297 p.n.e. Zipojtes 279 p.n.e.                                       |
| Władca Chin       | - 315 p.n.e. Nanwang 256 p.n.e.                                        |
| Władca Egiptu     | - 285 p.n.e. Ptolemeusz II 246 p.n.e.                                  |
| Król Epiru        | - 297 p.n.e. Pyrrus 272 p.n.e.                                         |
| Król Ilirii       | - 295 p.n.e. Monunios I 280 p.n.e.                                     |
| Król Magadhy      | - 300 p.n.e. Bindusara 273 p.n.e.                                      |
| Król Macedonii    | - 281 p.n.e. Ptolemeusz Keraunos 279 p.n.e.                            |
| Władca Pergamonu  | - 281 p.n.e. Filetajros 262 p.n.e.                                     |
| Król Pontu        | - 281 p.n.e. Mitrydates I Ktistes 266 p.n.e.                           |
| Władca Seleucydów | - 281 p.n.e. Antioch I Soter 261 p.n.e.                                |
| Król Sparty       | - 309 p.n.e. Arajos I 265 p.n.e. - 305 p.n.e. Archidamos IV 275 p.n.e. |
| Król Syngalezów   | - 307 p.n.e. Devanampiya Tissa 267 p.n.e.                              |
| Tyran Syrakuz     | - 289 p.n.e. Hiketas 279 p.n.e.                                        |
| Król Tracji       | - 300 p.n.e. Kotys II 280 p.n.e.                                       |

Rok 280 p.n.e.
stulecia: IV wiek p.n.e. ~
III wiek p.n.e. ~
II wiek p.n.e.

lata: 290 p.n.e. «
284 p.n.e. «
283 p.n.e. «
282 p.n.e. «
281 p.n.e. «
280 p.n.e. »
279 p.n.e. »
278 p.n.e. »
277 p.n.e. »
276 p.n.e. »
270 p.n.e.

## Wydarzenia
- przymierze Rzymu z Kartaginą
- król Epiru Pyrrus przybył z armią do Italii, pobił Rzymian pod Herakleą
- w bitwie pod Bitolą Celtowie pobili Macedończyków
- budowa Kolosa Rodyjskiego (data sporna lub przybliżona)
- Appiusz Klaudiusz wygłosił słynną przemowę przeciwko zawarciu przez Rzym pokoju z Pyrrusem
- I wojna syryjska między Antiochem I Soterem a Ptolemeuszem II
- Sostratos z Knidos zbudował latarnię morską w Aleksandrii
- babilończyk Berossos napisał po grecku historię Babilonii
- z inicjatywy Ptolemeusza I Sotera powstało Muzeum Aleksandryjskie (Muzejon), naukowy instytut badawczy w Aleksandrii (datuje się to wydarzenie na lata około 300–280 p.n.e.)

## Urodzili się
- Archimedes – matematyk grecki
- Li Si – polityk chiński